# Tyler Clementi
Tyler Clementi (19 de dezembro de 1991 – 22 de setembro de 2010) foi um estudante americano da Universidade Rutgers–New Brunswick que saltou para a morte da Ponte George Washington sobre o Rio Hudson em 22 de setembro de 2010 aos 18 anos. Em 19 de setembro de 2010, sem o conhecimento de Clementi, seu colega de quarto, Dharun Ravi, usou uma webcam no computador de seu dormitório e no computador de sua colega de quarto Molly Wei para ver Clementi beijando outro homem. Clementi descobriu depois que Ravi postou sobre o incidente da webcam no Twitter. Dois dias depois, Ravi pediu aos amigos e seguidores do Twitter que assistissem a um segundo encontro entre Clementi e seu companheiro, embora a exibição nunca tenha ocorrido.
Ravi e Wei foram indiciados por seus papéis nos incidentes da webcam, embora não tenham sido acusados de qualquer papel no suicídio em si. Em 6 de maio de 2011, Wei assinou um acordo de confissão concedendo-lhe imunidade e permitindo-lhe evitar processo. Ravi foi a julgamento no início de 2012, e foi condenado em 21 de maio de 2012, por todas as acusações relacionadas à visualização da webcam, com o júri concluindo adicionalmente que Clementi acreditava razoavelmente que Ravi o tinha como alvo por sua orientação romântica, tornando assim Ravi culpado de cometendo crimes de ódio contra Clementi. Depois que um tribunal de apelações anulou partes da condenação, Ravi se declarou culpado de uma acusação de tentativa de invasão de privacidade em 27 de outubro de 2016.
A morte de Clementi chamou a atenção nacional para a questão do cyberbullying e das lutas enfrentadas pelos jovens LGBT.